# Список станций Горьковского региона Горьковской железной дороги
- Нижний Новгород-Московский

## Кировское направление
- Толоконцево (станция)
- Рекшино
- Киселиха
- Шпалозавод
- Каликино
- Линда
- Кеза
- Тарасиха
- Осинки
- 506 км
- Семёнов
- Захарово
- Керженец
- Озеро
- Каменный овраг
- Сухобезводное
- Перехватка
- Ветлужская
- 573 км
- 576 км
- Быструха
- Шеманиха
- Минеевка
- Берёзовка
- Уста
- Урень
- Арья
- Обход
- Буренино
- Зубанья
- Шахунья

## Заволжское направление
- Костариха
- Чаадаево
- Кооперативная
- Сормово
- Варя
- Светлоярская
- Починки
- Копосово
- Народная
- Высоково
- Дубравная
- Козино
- Алёшино
- Лукино
- Балахна
- Правдинск
- Ваняты
- Могилицы
- Трестьяны
- Липовки
- Шеляухово
- Рождественская
- Заволжье-товарная
- Заволжье-пассажирская

## Московское направление
- 435 км
- Нижний Новгород-Сортировочный
- Кондукторская
- 429 км
- Доскино
- 421 км
- Ворошиловская
- Игумново
- Дзержинск
- Пушкино
- Жолнино
- Решетиха
- 392 км
- Сейма
- Горбатовка
- Ильиногорск
- Ильино
- Гороховец
- Молодники
- Чулково
- Войково
- Денисово
- 324 км
- Вязники

## Арзамасское направление
- Нижний Новгород-Автозавод
- Кустовая
- Счастливая
- Садовая
- Орловка

- Петряевка
- 9 км
- Сартаково
- Окская

- Буревестник
- Копнино
- Ефимьево
- Стрелково
- Кожевенное
- Выболово
- Убежицы
- 50 км
- Ворсма
- Абабково
- Северный
- Металлист

- Проспект Гагарина
- Мыза
- Анкудиновка
- Большая Ельня

- Пионерский
- Кстово
- 12 км
- Зелецино

- Ройка
- Борисовская
- Кудьма
- 325 км

- 321 км
- Чаглово
- 310 км
- Зимёнки
- 302 км
- 296 км
- Шониха
- 284 км
- 281 км
- Суроватиха
- Сечуга
- Черемас
- Серёжа
- Ломовка
- Пологовка
- 238 км
- Соловейко
- Арзамас-I

- 408 км
- 409 км
- Арзамас-II